# Motta Montecorvino
Motta Montecorvino község (comune) Olaszország Puglia régiójában, Foggia megyében.

## Fekvése
A Puglia-Campania határ mentén fekszik, a Dauniai-szubappenninekben.

## Története
A települést a 11. században alapították, történelme során többször is elpusztították. A Carafa nemesi család birtoka volt a 19. század elejéig, amikor a Nápolyi Királyságban felszámolták a feudalizmust. 

## Népessége
A népesség számának alakulása:

## Főbb látnivalói
- a 15. századi San Giovanni Battista-templom